# Yeshoua
Yeshoua (ישוע, avec les voyelles יֵשׁוּעַ, yēšūă‘ en hébreu) est une contraction de la forme יְהוֹשֻׁעַ (« Yehoshuah » – Josué). La forme courte de ce nom est privilégiée par rapport à la forme longue dans la littérature juive de la période du Second Temple, dont les plus récents livres de la Bible hébraïque sont un exemple. Le nom correspond à la forme grecque Iêsous, de laquelle vient le français Jésus,.
La forme hébraïque Yeshoua (ישוע) apparaît dans les livres tardifs du Tanakh. Une fois pour Josué, fils de Noun, et 28 fois pour Josué le grand prêtre et d'autres prêtres appelés Jeshua. Toutefois ces mêmes prêtres sont aussi nommés Joshua dans 11 autres passages des livres d'Aggée et de Zacharie. Elle diffère de la forme hébraïque ancienne Yehoshua (יְהוֹשֻׁעַ Y'hoshuaʿ), que l'on trouve 218 fois dans la Bible hébraïque et qui se distingue par le placement de la consonne hé ה et de la semi-voyelle waw ו après la première lettre, yud י. Le mot est également différent de la forme plus tardive Yeshu (ישו) que l'on trouve dans le dictionnaire de Ben Yehoudah et qui est utilisée dans plusieurs textes pour désigner Jésus de Nazareth. Ainsi, la forme Yeshoua (ישוע) est souvent employée dans les traductions du Nouveau Testament en hébreu. Le nom Yeshoua est aussi utilisé dans des textes historiques d'hébreu israélites pour parler d'autres Joshua mentionnés dans des textes en grec comme Jésus ben Ananias ou Jésus ben Sira,.

## Étymologie

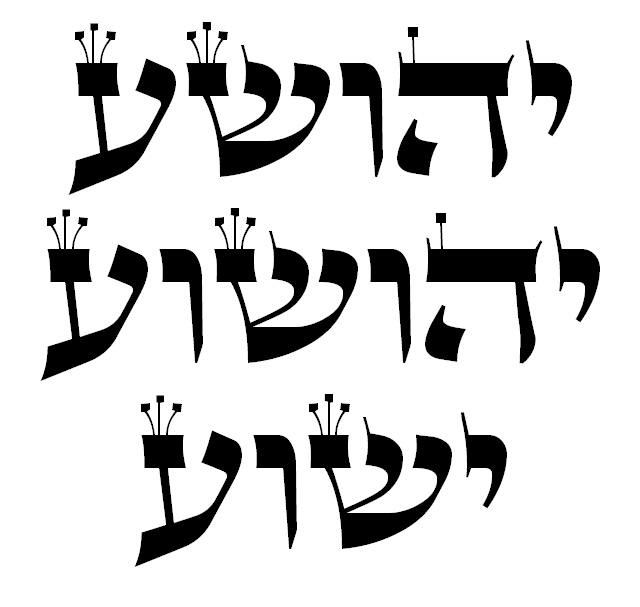
La translittération grecque Ἰησοῦ *jesu-os → jeˈsus peut venir des deux formes bibliques en hébreu classiques Yehoshua jəhoˈʃuaʕ (les deux du haut) ou de la forme hébreu biblique tardive Yeshoua jeˈʃuaʕ (en bas). Cette dernière forme s'est développée en hébreu, mais pas en araméen. Les trois variantes se trouvent dans la Bible hébraïque, parfois faisant référence à la même personne. Durant la période du Second Temple, les juifs de Galilée avaient tendance à préserver la prononciation traditionnelle, gardant la lettre <ו> pour le o dans la première syllabe, et même en ajoutant une lettre additionnelle pour le u de la seconde syllabe. Cependant, les juifs de Jérusalem avaient tendance à écrire le nom tel qu'ils le prononçaient, jeˈʃuaʕ, contractant le mot en ישוע sans la lettre o. Plus tard, les références araméennes à la Bible hébraïque ont adopté la forme contractée de ce nom hébreu comme un nom araméen.

Yeshoua, en hébreu, provient de la racine trilittère du verbe « sauver ». Parmi les Juifs de la période du Second Temple, le nom biblique araméen/hébreu יֵשׁוּעַ, Yeshoua‘ était commun : la Bible hébraïque mentionne plusieurs individus portant ce nom — même parfois en utilisant le nom complet Joshua. Ce nom est typique des livres bibliques écrits après l'exil (Esdras, Néhémie, et Chroniques) et a été trouvé dans les manuscrits de la mer Morte, bien que Aggée et Zacharie préfèrent la forme Joshua. La concordance Strong relie le nom יֵשׁוּעַ, Yeshoua` (qui est utilisé à plusieurs reprises chez Esdras, Néhémie et 1 et 2 Chroniques), avec le verbe « sauver ». Il est souvent traduit comme « Il sauve » ou simplement « Sauveur » pour se conformer avec Matthieu 1, 21 : « Elle enfantera un fils, et tu lui donneras le nom de Jésus ; c'est lui qui sauvera son peuple de ses péchés » (LSG),.
Le nom יֵשׁוּעַ, Yeshoua (traduit dans l'Ancien Testament en français comme Josué) est une forme tardive du nom hébreu biblique יְהוֹשֻׁעַ, Yehoshua (Josué), et écrit avec une lettre waw comme seconde syllabe. La forme hébreu biblique tardive des noms anciens contracte souvent l'élément théophore Yeho- en Yo-. Ainsi, יהוחנן, Yehokhanan a été contracté en יוחנן, Yokhanan. Cependant, il n'existe aucun nom (à part Yehoshua) dans lequel Yeho- est devenu Ye-.
Le nom ישוע apparaît dans l'Ancien Testament hébreu en Esdras 2:2, 2:6, 2:36, 2:40, 3:2, 3:8, 3:9, 3:10, 3:18, 4:3, 8:33 ; Néhémie 3:19, 7:7, 7:11, 7:39, 7:43, 8:7, 8:17, 9:4, 9:5, 11:26, 12:1, 12:7, 12:8, 12:10, 12:24, 12:26 ; 1 Chroniques 24:11 ; et 2 Chroniques 31:15, et aussi en araméen dans Esdras 5:2. En Néhémie 8:17, ce nom fait référence à Josué fils de Noun, le successeur de Moïse, en tant que chef des israélites.
Le nom Yehoshua a la forme d'une contraction de « Yeho- » et de « shua » : Yeho, יְהוֹ est une autre forme de יָהו, Yahu, un élément théophore qui représente le nom de Dieu יהוה (le tétragramme YHWH, parfois transcrit Yahweh ou Jéhovah), et שׁוּעַ, shua‘ est un nom signifiant « un cri à l'aide »,,, c'est-à-dire un cri lancé par quelqu'un qui demande d'être secouru. Ensemble, le nom veut littéralement dire « Dieu est un cri à l'aide », c'est-à-dire crier vers Dieu lorsque vous avez besoin d'aide.
Une autre explication pour le nom Yehoshua est qu'il vient de la racine ישע, yod-shin-‘ayin, signifiant « sauver ». D'après Nombres 13:16, le nom de Josué était à l'origine Hoshea`, הוֹשֵעַ, et le nom Yehoshua יְהוֹשֻׁעַ est souvent prononcé pareil, mais avec un yod ajouté au début. Hoshea` vient certainement de la racine ישע, « yasha », yod-shin-`ayin (dans la forme Hif'il le yod devient un waw), et non de שוע, shua` (Jewish Encyclopedia) bien qu'à la fin les deux racines semblent liées.
La distinction entre la forme longue Yeshoshua et la forme courte Yeshoua n'existe pas en grec.

### Preuves archéologiques
Le lexique Tal Ilan de la période du Second Temple parlant des inscriptions en Palestine (2002) inclut pour Joshua, 85 exemples de l'hébreu Yeshoua, 15 de Yehoshua, et 48 exemples de Iesous en inscriptions grecques, avec seulement une seule fois la variante grecque Iesoua. Un ossuaire sur les vingt connus qui portent le nom Yeshoua, Rahmani no 9, découvert par Ezra Sukenik en 1931, a « Yeshu… Yeshoua ben Yosef ». Le « Yeshu… » semble avoir été effacé. Deux bols d'incantations magiques juifs et deux ossuaires du tombeau de Talpiot ont été découverts portant des variantes de Yeshoua.
Mis à part pour l'ossuaire « Yeshu… Yeshoua ben Yosef », le seul autre indice pour l'existence d'une forme Yeshu avant la mention de Jésus dans le Talmud, est une inscription que Joachim Jeremias a identifié à Bethesda en 1966, mais qui est désormais recouverte.

## Le nom original de Jésus
Le nom français « Jésus » dérive du nom latin Iesus, qui est une translittération du nom koinè grec Ἰησοῦς (Iēsoûs).
Dans la Septante et dans d'autres textes juifs en grec, comme les écrits de Flavius Josèphe et de Philon d'Alexandrie, Ἰησοῦς (Iēsoûs) est la forme standard en koinè grec utilisée pour traduire à la fois les noms hébraïques : Yehoshua et Yeshoua. Le grec Ἰησοῦς ou Iēsoûs est aussi utilisé pour représenter le nom de Josué, le fils de Noun dans des passages tels que Actes 7:45 et Hébreux 4:8. Il était même utilisé dans la Septante pour traduire le nom Hoshea dans un des trois versets ou ceci fait référence à Josué, le fils de Noun (Deut. 32:44).
Durant la période du Second Temple (538 AEC-70 EC), Yeshoua est d'abord devenu une forme commune du nom Yehoshua. Toutes les occurrences de Yeshoua dans la Bible hébraïque se trouvent en I Chron. 24:11, II Chron. 31:15, Esdras, et Néhémie et sont traduites en français comme Josué. Deux de ces hommes (Josué, fils de Noun, et Josué le grand prêtre) sont mentionnés dans d'autres livres de la Bible hébraïque où ils sont appelés Yehoshua (traduit en français par Josué).
La forme plus ancienne Yehoshua n'a cependant pas disparu, et est même restée en usage. Dans les livres écrits après l'exil, Josué le fils de Noun est appelé à la fois « Yeshoua ben-Nun » (Néhémie 8:17) et « Yehoshua » (I Chroniques 7:27). La forme courte Yeshoua est utilisée pour Jésus ben Sira dans des fragments hébreux du Siracide (certaines incertitudes restent quant à savoir si ces fragments représentent fidèlement le texte hébreu original ou sont au contraire une traduction tardive vers l'hébreu). La forme ancienne Yehoshua a connu un usage ravivé à partir de la période hasmonéenne, bien que le nom Yeshoua ait été trouvé dans des lettres du temps de la révolte de Bar Kokhba (132-135).
Dans le documentaire Le Tombeau de Jésus, l'archéologue Amos Kloner a dit que le nom Yeshoua était alors une forme populaire du nom Yehoshua et était « un des noms les plus communs durant la période du Second Temple ». Lors d'une discussion sur le fait de savoir s'il était remarquable de trouver une tombe avec le nom de Jésus (l'ossuaire en question arborait l'inscription « Yehuda bar Yeshoua »), il a fait remarquer que le nom a été trouvé 71 fois dans des grottes mortuaires de cette période.
Ainsi, les deux formes Yehoshua et la forme abrégée Yeshoua étaient en usage durant la période des Évangiles — et en relation avec la même personne, comme dans les références bibliques à Yehoshua/Yeshoua, fils de Noun, et Yehoshua/Yeshoua, le grand prêtre du temps d'Esdras.
Un argument en faveur de la forme courte ישוע, Yeshoua, contre la forme Yehoshua, est le fait que l'ancienne Bible syriaque (env. 200) et la Peshitta préservent cette prononciation du nom, mais en utilisant les lettres araméennes équivalentes. Le syriaque n'ayant pas de pataḥ furtif, le /a/ final n'est pas utilisé. Yeshu /jeʃuʕ/ reste la prononciation utilisée dans le dialecte syriaque de l'Ouest, tandis que le syriaque de l'Est a rendu la prononciation de ces mêmes lettres différente : Išô‘ /iʃoʔ/. Ces textes étaient traduits depuis le grec, mais le nom n'est pas une simple translittération de la forme grecque parce que le grec n'avait pas de son « sh » [ʃ], et y a substitué [s] ; et ainsi a omis le son final 'ayin [ʕ]. Il peut donc être avancé que les personnes parlant l'araméen qui utilisaient le nom ont gardé une connexion continue avec ceux qui parlaient araméen dans les communautés fondées par les apôtres et autres disciples de Jésus, préservant ainsi indépendamment son nom historique. D'un autre côté, Talshir (1998) suggère que les références araméennes à la Bible hébraïque ont longtemps utilisé Yeshoua pour les noms hébreu comme « Yehoshua Ben Nun ». Ainsi, il reste une possibilité que Jésus puisse avoir été appelé Yehoshua.

## Syriaque
L'araméen de la Peshitta ne fait pas de distinction entre Josué et Jésus, et le lexique de William Jennings donne la même forme ܝܫܘܥ yēšū‘ pour les deux noms. La lettre hébreu finale ayin ע est équivalente au suffixe ܥ en syriaque.

## Dans le Talmud:Yeshu
Dans le Talmud et dans les Toledot Yeshou, Jésus est fréquemment appelé Yeshu (sans le ayin final). Plusieurs savants y ont vu une mutilation volontaire de son nom ou un acronyme reflétant un interdit : YShW mis pour Yimmah Shemo Ve-Zikhro (ou Zikhrono), c’est-à-dire de « que soient effacés son nom et son souvenir ». Selon l’historien Thierry Murcia « la forme singulière de ce nom (sans le ayin final) ne doit strictement rien à la malveillance des scribes, contrairement à ce qu’ont soutenu plusieurs critiques. Si, par la suite, une certaine polémique juive antichrétienne n’a pas manqué de tirer avantage de l’absence de cette lettre pour en faire une arme, elle n’en est pas à l’origine ».